# Peapack and Gladstone
Peapack and Gladstone é um distrito localizado no estado americano de Nova Jérsei, no Condado de Somerset.

## Demografia
Segundo o censo americano de 2000, a sua população era de 2433 habitantes.
Em 2006, foi estimada uma população de 2480, um aumento de 47 (1.9%).

## Geografia
De acordo com o United States Census Bureau tem uma área de
15,0 km², dos quais 15,0 km² cobertos por terra e 0,0 km² cobertos por água.

## Localidades na vizinhança
O diagrama seguinte representa as localidades num raio de 12 km ao redor de Peapack and Gladstone.